# Dreigroschenheft
Das Dreigroschenheft. Informationen zu Bertolt Brecht ist eine Kultur- und Literaturzeitschrift zur aktuellen Forschung über den deutschen Schriftsteller Bertolt Brecht (1898–1956). Der Name nimmt Bezug auf Brechts Theaterstück Die Dreigroschenoper.

## Geschichte
Die Zeitschrift erscheint seit 1994 und dient dem kontinuierlichen Austausch von Informationen, Meinungen und Forschungsergebnissen rund um Brecht. Gründer der Zeitschrift ist Kurt Idrizovic, der eine Buchhandlung in Augsburg leitet. Er gab die Zeitschrift bis Ende 2009 heraus. Neuer Herausgeber ist seit Anfang 2010 der Wißner-Verlag Augsburg, Chefredakteur ist Michael Friedrichs.

## Inhalte
Neben wissenschaftlichen Aufsätzen erscheinen Berichte von Theateraufführungen und Rezensionen über aktuelle Veröffentlichungen, die mit Brecht in Zusammenhang stehen. Regelmäßig enthalten ist außerdem eine Bibliografie ausgewählter Neuzugänge des Bertolt-Brecht-Archivs. Auch weitere Brecht-Institutionen wie die Brecht-Arbeitsstelle in Karlsruhe oder die Bertolt-Brecht-Forschungsstelle werden behandelt. Das Heft erscheint vierteljährlich jeweils zum Quartalsbeginn. Der Einzelpreis in Deutschland beträgt drei Euro.